# Fernand Mahau
Fernand Mahau was een Belgisch schutter.

## Levensloop
Mahau behaalde brons op de Europese kampioenschappen van 1961 te Bern in het onderdeel 'trap'.
Ook maakte hij deel uit van de technische commissie 'kleiduifschieten' van de Fédération Internationale de Tir aux Armes Sportives de Chasse (FITASC).